# Estação Ferroviária de Sendim
A Estação Ferroviária de Sendim foi uma gare da Linha do Sabor, que servia a localidade de Sendim, no distrito de Bragança, em Portugal.

## Descrição
A estação está decorada com painéis de azulejos da autoria de Gilberto Renda. O edifício de passageiros situa-se do lado sudeste da via.

## História

### Construção e inauguração

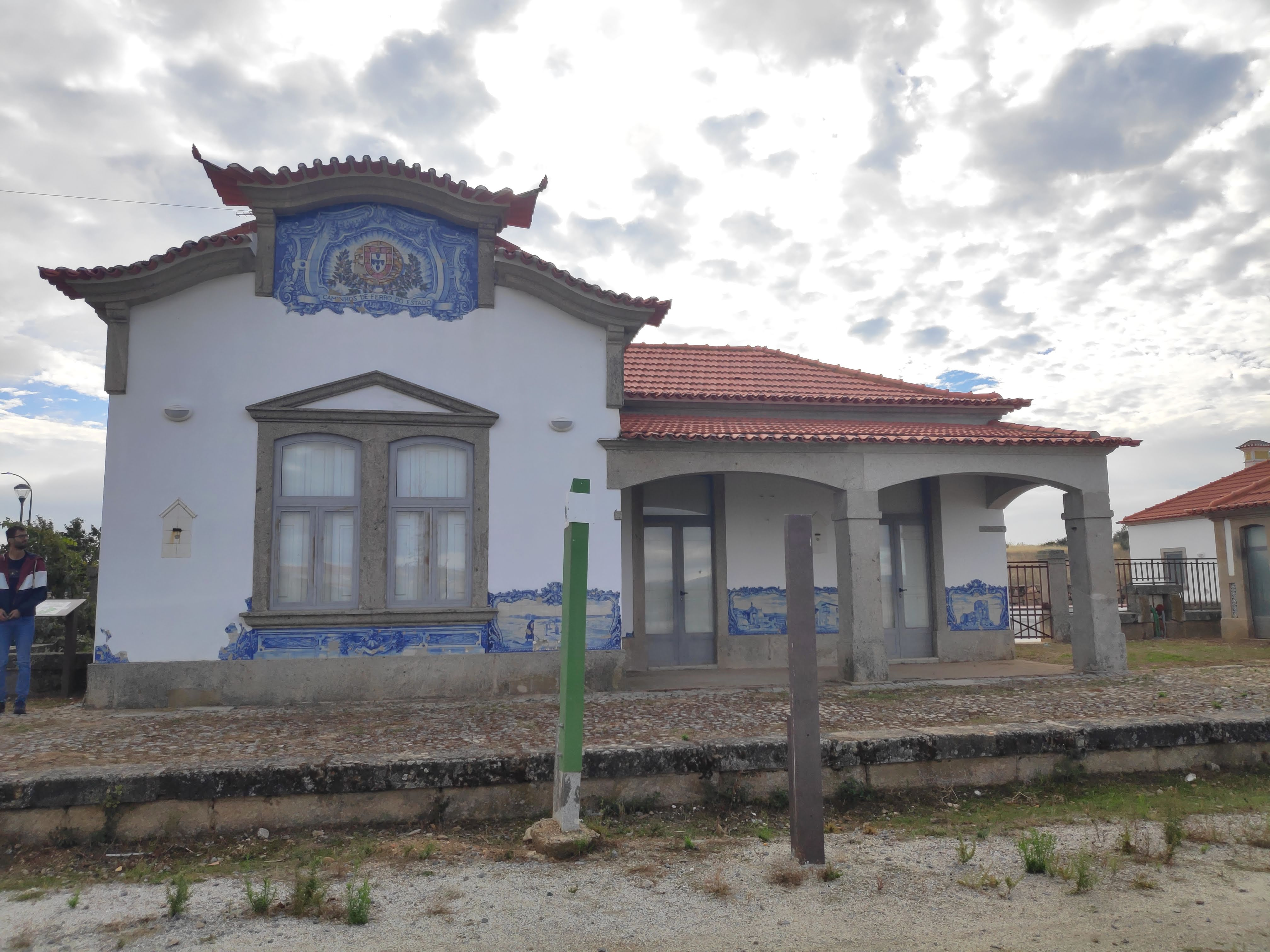
A Estação de Sendim em 2021, após os trabalhos de restauro realizados em 2014.

Na reunião do Conselho de Ministros de 10 de Janeiro de 1934, foi ratificada a minuta do contracto para a empreitada n.º 3 da Linha do Sabor, que compreendia a construção do lanço entre Urrós e  Duas Igrejas - Miranda. Esta obra incluiu a instalação da estação de Sendim, desde logo com comunicações telefónicas e uma estrada de acesso.
Esta interface situava-se no troço entre Mogadouro e Duas Igrejas - Miranda, que foi aberto à exploração em 22 de Maio de 1938.

### Encerramento
A Linha do Sabor e a estação de Sendim foram encerradas a 1 de Agosto de 1988.